# Peter Zeitlhofer
Peter Zeitlhofer (* 20. Dezember 1978) ist ein ehemaliger österreichischer Fußballspieler und nunmehriger -trainer.

## Karriere

### Als Spieler
Zeitlhofer spielte von 1986 bis 2007 für den SCU Euratsfeld und kam dann im Sommer 2007 zum viertklassigen SCU Ardagger, bei dem er vorrangig für die Reservemannschaft spielte. Im Sommer 2008 kehrte er wieder nach Euratsfeld zurück, um in der Winterpause 2008/09 erneut nach Ardagger zu wechseln. Für Ardagger spielte Zeitlhofer daraufhin, bis auf wenige Freundschaftsspiele, ausschließlich für die Reservemannschaft, ehe er nach der Saison 2010/11 seine Karriere als Aktiver beendete.

### Als Trainer
Zwischen Mai und Juni 2010 fungierte Zeitlhofer interimsweise für drei Spiele als Trainer des SCU Ardagger. Zur Saison 2011/12 wurde er fest Cheftrainer des Landesligisten. Nach über 100 Spielen als Trainer trennten sich die Niederösterreicher von ihm im Mai 2015.
Im Juli 2015 wurde er Trainer der Zweitmannschaft des SKU Amstetten. Diese Position hatte er bis zum Ende der Saison 2015/16 inne. Im Jänner 2018 wurde er Co-Trainer der ersten Mannschaft des Vereins.
Zur Saison 2018/19 übernahm er den Cheftrainer-Posten bei der Zweitligamannschaft von Amstetten und der vorherige Cheftrainer Robert Weinstabl wurde Teamchef des Vereins. Zeitlhofer wurde zum Cheftrainer beordert, da er im Gegensatz zum vorherigen Trainer Weinstabl die für die 2. Liga nötige Trainerlizenz besaß. Im März 2019 wurden Weinstabl und Zeitlhofer von Jochen Fallmann abgelöst. Daraufhin wurde Zeitlhofer wieder Co-Trainer.